# 東方明珠 (澳門)
東方明珠（葡萄牙語：Pérola Oriental）是其中一座中葡友好紀念物，座落於澳門北區友誼圓形地，由葡萄牙雕塑家羅若誠設計。於1997年6月10日揭幕，剪綵儀式由葡萄牙內閣事務暨國防部部長韋德霖、澳門總督韋奇立、澳門立法會主席林綺濤等人主持。
友誼圓形地（葡萄牙語：Rotunda da Amizade），是位於澳門黑沙環東方明珠的一個迴旋處，位於澳門半島東北面。圓形地西北端連接友誼橋大馬路往關閘方向，東南端連接友誼橋大馬路往友誼大橋方向，西南端連接東北大馬路，東北端連接馬萬祺博士大馬路。

## 雕塑特色
雕塑兩個建在地上的拱形鋼件呈橙色，互相交錯，象徵兩個民族的文化在同一時空交匯；周圍由大小不一的不銹鋼球體環繞，每個球體的噴泉，象徵中葡兩國人民同樣有生生不息的生命。雕塑共耗資650萬澳門元。東方明珠的微妙之處在於無論在甚麼角度看的都是一樣。雕塑由兩組拱形銅件採用特殊銅料交疊而成，中間有一顆直徑二米的磨砂不繡鋼球，球體由一組噴泉包圍，此拱形雕塑高11.3米，共有4條支柱，其中兩條闊1米，另兩條分別闊3.5木及4.5米，在靠近馬場北大馬路一側，分別設有7個磨砂不繡鋼球，較主體中央的不繡鋼球為小，直徑分別為半米及一米，每個銅球均安放在一個圓形噴泉中央。

## 行車天橋
友誼圓形地行車天橋（葡萄牙語：Viaduto na Rotunda da Amizade），為一條連接東北大馬路至新城A區及友誼橋大馬路（僅東北大馬路往友誼橋大馬路方向），車速限制每小時60公里。全線為單線至雙線分隔道路，由三條行車天橋組成，包括A匝道、B匝道及C匝道。

### 規劃過程
2018年11月16日，時任行政長官崔世安表示，為針對友誼圓形地交通繁忙，研究以行車天橋連接東北馬路、友誼馬路及A區，讓行車天橋其中一落腳點在將在原海一居地段內，有關研究項目很快將交予交通諮詢委員會，希望以特事特辦方式，讓項目儘早開展。
2019年3月7日，交通事務局公開友誼圓形地行車天橋初研諮詢方案，獲得交通諮詢委員會贊成，局方會爭取時間盡快完成其設計階段工作，進入下一步招標建設階段。方案計劃分兩期興建，預計首期的工期可在一年半內。
2020年1月3日，建設發展辦公室表示，行車天橋工程料於同年上半年招標，估計可於2022年第三季首期工程完工。

### A匝道及C匝道
2021年2月23日，建設發展辦公室表示建造工程將於同年3月1日展開；此外，亦會重整現時圓形地周邊的道路網，總工期為500工作天。工程期間，馬萬祺博士大馬路會作出有限度通車，同時對友誼圓形地圍閉及臨時封閉友誼圓形地至友誼大橋臨海一側的部份海濱公園進行樁基礎及天橋吊掛工程，整項工程施工期間將在黑沙環海濱公園保留一條沿海步行徑供市民繼續使用。
2021年5月18日，工程預計提前於該月底進入下一階段，屆時交通事務局將實施新一輪臨時交通安排，包括臨時取消友誼橋大馬路部份花圃並改為行車道，以維持圓形地往氹仔的交通。
2022年10月初，行車天橋建造工程零超時，進度理想，相信能如期在同年11月竣工。配合行車天橋的通車，有關部門對黑沙環中街及東方明珠街進行交通整治工程，預計同年12月初竣工。
2022年10月29日，為配合行車天橋即將開通，交通局將東方明珠街與東北大馬路之間兩段黑沙環中街，以及東方明珠街永久調整行車方向；黑沙環中街及東方明珠街合共三處路口將新增交通燈，並同步投入運作。
2022年11月初，行車天橋首期工程完工及驗收，在承建商及各方配合下，工程提前了約15個工作天完工。另一條由新城A區通往東北大馬路的B匝道建造工程亦將於短期內開展樁基礎工程，地點近東北大馬路長者公寓及周邊建築項目一側，期間實施有限度臨時交通措施。
2022年11月9日，貫穿東北大馬路與新城A區、友誼橋大馬路的行車天橋A匝道、C匝道開通，另一條由新城A區通往東北大馬路的B匝道建造工程當時在建設中。該行車天橋造價1億7仟9佰萬元，A匝道、C匝道行車天橋總長約830米。
2023年3月18日，“東北大馬路／保利達”站實施站點調整，在原站相若位置設置兩個分流站，分流前往關閘、氹仔及港珠澳大橋方向的路線。其中，往氹仔的30、34、51A、73S、MT3路線，以及往港珠澳大橋方向的102X路線在駛離“東北大馬路／保利達”近黑沙環公園分流站後，將直接取道行車天橋，以加快東方明珠區的車流周轉，疏導友誼圓形地的交通流量。

### B匝道
2023年6月22日10:00起，配合行車天橋B匝道和A2橋建造工程，交通事務局封閉馬揸度博士大馬路經勞動節大馬路往友誼圓形地方向的行車通道，導致黑沙環新街及漁翁街周邊道路出現交通混亂情況。隨後交通事務局於同年6月23日午夜重開有關路口，就對安排造成之不便作出道歉。
2023年7月1日，由新城A區通往東北大馬路的B匝道建造工程開展部分樁基礎工程。因應B匝道工程其中一個樁柱位處友誼橋大馬路中央分隔帶，臨近友誼圓形地的一段友誼橋大馬路實施有限度通車，往關閘方向的部份路段收窄至雙線行車，而往氹仔方向的部份路段則收窄至單線行車。為配合工程進行，交通部門協調博企員工巴及穿梭巴士取道漁翁街，減少大型車輛進入友誼圓形地一帶；取消友誼圓形地行車天橋C匝道落腳點的讓先安排；按實際需要開放馬場北大馬路右轉入馬場東大馬路的路口，由警方指揮分流車輛取道馬場東大馬路、勞動節大馬路經友誼圓形地行車天橋C匝道前往友誼大橋。
2023年9月20日，公共建設局宣佈由新城A區通往東北大馬路的行車天橋（B匝道）建造工程進行公開招標，計劃由新城A區外環通道北端起，跨越馬萬祺博士大馬路及友誼橋大馬路並沿P地段外圍連接東北大馬路西行線，行車天橋為單向行車道且一側設有行人道，全長約750米。最長施工期為550工作天。
2023年10月25日，B匝道工程進行公開開標，共收到14份標書，該工程由建鵬建築工程有限公司 - 中德工程有限公司合作經營中標
。
2025年5月，B匝道工程進行橋面安裝防撞欄及相關配套設施安裝等工作。

## 休憩區
東方明珠街休憩區（葡萄牙語：Zona de Lazer da Rua da Pérola Oriental），位於澳門半島黑沙環東方明珠街，位於君悅灣和海天居之中間，區內設置一系列康體和體能鍛鍊器材及休憩座椅，為周邊居民提供多元化的康體活動及休憩空間。
2022年8月1日，因應6至7月爆發的大規模COVID-19疫情緩和，學校準備上一學年和新學年的各項工作，9所位於學校內的核酸檢測站遷出，由8個核酸檢測站取代，包括位於休憩區內的COVID-19病毒核酸檢測站，為室外核酸檢測站之一。2022年11月12日，新增設“紅碼專道”供“5+3”中接受3天居家隔離醫學觀察的入境人士在離開醫學觀察酒店翌日起計第1、2、3天接受核酸檢測。
2022年12月13日，核酸檢測站暫停運作，改用作“COVID-19感染者社區門診”用途，並於2022年12月14日起運作，供核酸檢測或快速抗原檢測陽性人士就診。
2022年12月11日至2023年1月8日，於黑沙環中街近君悅灣設置“社區治療中心專線”輪候點，路線C03途經該輪候點，服務時間為上午10時至晚上10時，每小時正點由頭站開出；供核酸單管檢測陽性或自測抗原陽性人士，且未具條件自行前往社區治療中心（澳門蛋）的人士乘坐。2023年1月13日起，該社區門診暫停運作。

## 外部連結
- 澳門自然網-東方明珠街休憩區 （页面存档备份，存于）
- 公共建設局─友誼圓形地行車天橋建造工程 （页面存档备份，存于）
- 友誼圓形地行車天橋建造工程 - 第二期 （页面存档备份，存于）